# Волчеягодник боровой
Волчея́годник борово́й (лат. Dáphne cneórum) — вид двудольных цветковых растений, включённый в род Волчеягодник (Daphne) семейства Волчниковые (Thymelaeaceae).

## Ботаническое описание

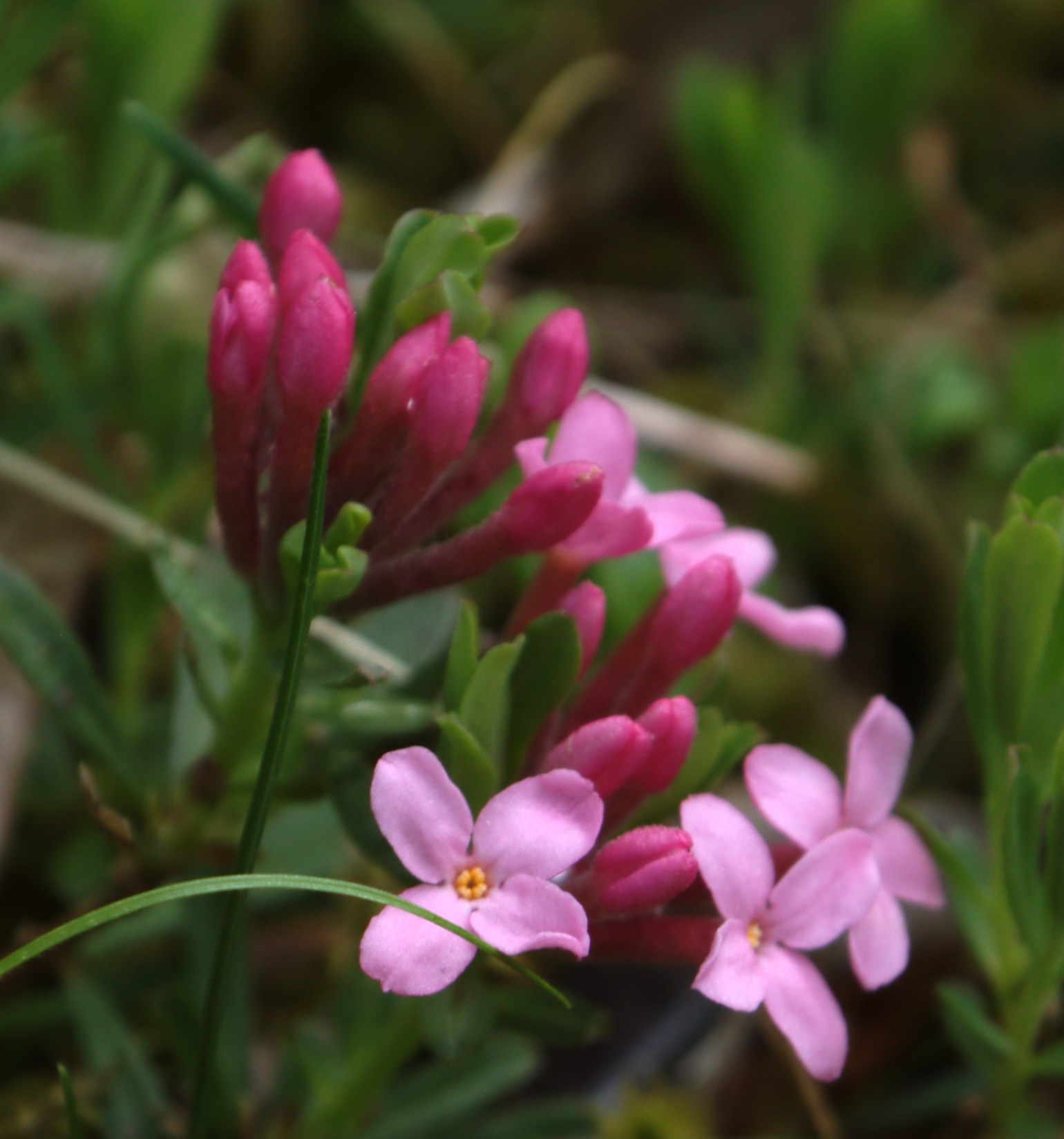
Распускающиеся цветки волчеягодника

Волчеягодник боровой — небольшой вечнозелёный кустарник, не превышающий 40 см в высоту. Ветви опушённые, прямостоячие, с серо-коричневой корой.
Листья сидячие, продолговато-обратнояйцевидной или лопатчатой формы, около 1 см длиной и 0,5 см шириной, с закруглённым концом, с обеих поверхностей голые, на нижней поверхности заметна средняя жилка.
Цветки на коротких цветоножках, собраны по 6—8 в головчатые соцветия на концах ветвей. Прицветники листовидные, узкие, лопатчатые. Чашелистики яйцевидные. Венчик из четырёх сросшихся ярко-розовых лепестков. Завязь полунижняя, опушённая.
Плод — ягода, при созревании окрашенная в жёлто-коричневый цвет.
Цветение наблюдается в мае — июне.

## Ареал
Волчеягодник распространён в сосновых лесах Центральной, Восточной, Западной и Южной Европы, а также в Малой Азии.

## Значение
Волчеягодник боровой выращивается в качестве декоративного растения. Искусственно выведенный сорт 'Eximia' в 1993 году был удостоен премии Award of Garden Merit.

## Таксономия

### Синонимы
- Daphne bellojocensis Gand., 1875
- Daphne delphini Lavallée, 1872
- Daphne juliae Koso-Pol., 1921
- Daphne odorata Lam., 1779
- Daphne prostrata Salisb., 1796
- Daphne rhodanica Gand., 1875
- Daphne verlotii Gren. & Godr., 1855
- Laureola cneorum (L.) Samp., 1946
- Thymelaea cneorum (L.) Scop., 1772
- Thymelaea odorata (Lam.) Bubani, 1897